# 井原國芳
井原 國芳（いはら くによし、1930年7月1日 - 2019年9月7日）は、日本の経営者。東急建設社長を務めた。

## 来歴・人物
東京都出身。1955年に青山学院大学経済学部商業科を卒業し、同年5月に東急電鉄に入社。1985年6月に取締役、1989年6月に常務、1992年6月に専務を経て、1995年4月に副社長に就任し、1998年12月には東急建設社長に就任。2001年4月には会長に就任。2002年4月から同年5月までには社長も兼任した。東急不動産取締役も務めた。
1999年11月に藍綬褒章を受章。
2019年9月7日に肺炎のために死去。89歳没。